# Црква светог Арханђела Михаила у Аранђелову
Црква Светог Арханђела Михаила и некропола са стећцима у Аранђелову се налазе испод средњовековног града Клобука. Саграђена је вероватно у разодбљу између прве половине 16. и почетком 17. века. Овај закључак се намеће због чињеница које следе. Као целина проглашена је за национални споменик Босне и Херцеговине.

## Историјски подаци
Постојање Аранђелова је везано за средњовековну жупу Врн и средњовековни град Клобук, који помињали Константин Порфирогенет средином 10. века и Поп Дукљанин у 12. веку. Историјски подаци говоре да је од краја 12. века област Требиња била под влашћу Немањића. Након крунисања Твртка I Котроманића, ово подручје 1377. године потпада под босанску власт, а град Клобук је био под влашћу великашке породице Павловића све до 1441. године. Од 1441. године до 1477. године Врмом владају Косаче. Њихову власт над Врмом прекидају Османлије.

## Архитектура цркве
Црква посвећена Светом Арханђелу Михаилу налази се у православном гробљу, на истој парцели са некрополом и стећцима, као и надгробним споменици новијег датума.
Храм је једнобродна грађевина правоугаоне основе, димензија око 11,00 x 5,30 м, са полукружном апсидом и звоником на преслицу. Орентација цркве је у правцу исток-запад са улазом на западној страни, са масивним камен зидовима од крупних правилно клесаних камених блокова чија дебљина износи око 75 цм. Зидови припрате на северној и јужној страни леже на стећцима а и унутар Цркве су сачувана два стећка који служе као камене клупе.
Црква је засведена уздужним полуобличастим сводом који је ојачан са два попречна лука. Уздужне зидове наоса и припрате носе дубоки прислоњени лукови које носе пиластри.
Није познато тачно време када је црква осликана, као ни њен фреско- сликар. На западном зиду, у простору у којем обично стоји податак о ктитору, времену осликавања цркве и аутору фресака, отпао је малтер са фреске.

## Некропола са стећцима
Крајем педесетих година 20. века на некрополи уз цркву у Аранђелову је евидентирано осамдесет стећака, већином у облику сандука на којима се запажа неколико украса у виду полумесеца, мача, крста.
Стећци су деломично смештени у шест скупина. Приметно је да су стећци постављени у редове, окренути запад- исток. Некропола је доста развучена, а редови стећака се нижу у два основна реда међусобно удаљена око 10 м један од другог, у правцу запад- исток. Цела некропола је смештена северно од цркве, осим једног усамљеног стећка који стоји испред улаза у цркву. Споменици су неједнако, али претежно слабије обрађени и утонули у земљу, израђени од локалног камена који је подложан раслојавању. Углови су им делимично обијени, а неке тање плоче преполовљене. Неколико плоча је веома лепо и правилно исклесано. Од сандука највише су заступљени ниски сандуци, висине до 0,40 м. Украсни мотиви, осим на два стећка, готово се не разазнају.
Нема расположивих података о детаљима и санацијским радовима, конзерваторско- рестауратоским радовима на Цркви.